# Albert Jay Nock

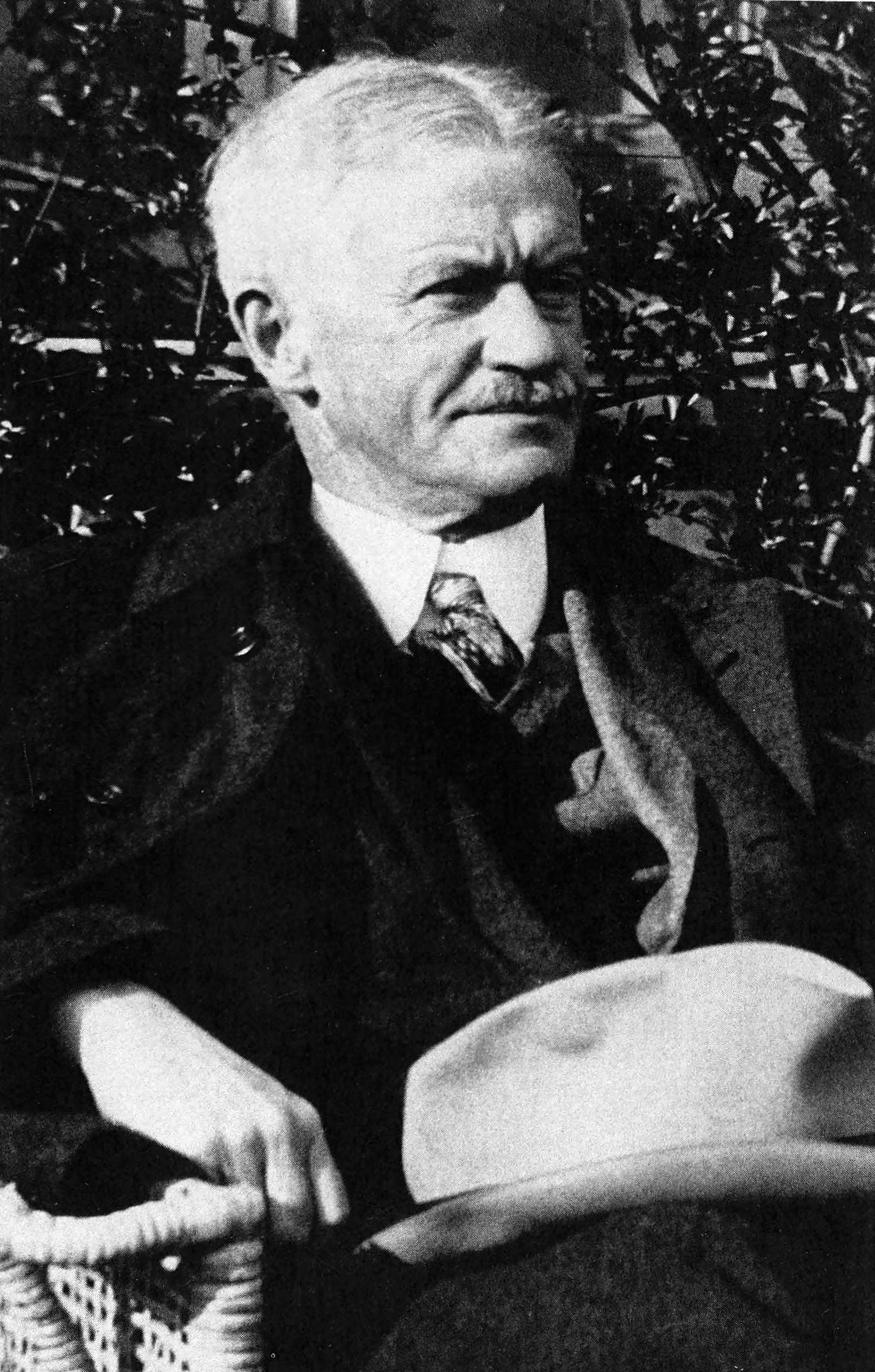
Albert Jay Nock

Albert Jay Nock (* 13. Oktober 1870 in Scranton (Pennsylvania); † 19. August 1945 in Wakefield (Rhode Island), South Kingstown) war ein libertärer US-amerikanischer Soziologe und Journalist.

## Leben
Albert Nock, Sohn des Priesters der Episkopalkirche Joseph Albert Nock und dessen Ehefrau Emma Sheldon Jay, wurde bis 1884 zu Hause unterrichtet. Darauf kam der Junge in ein Internat in Illinois. 1887 ging er an das St. Stephen’s College und schloss mit dem Bachelor of Arts ab. Es folgten Studien in Theologischen Seminaren – unter anderen in Middletown (Connecticut) – allerdings ohne Abschluss. 1897 bis 1909 war Albert Nock in der Verwaltung der oben genannten Episkopalkirche in Pennsylvania, Virginia und Michigan tätig. Im Jahr 1900 heiratete er Agnes Grumbine aus Titusville (Pennsylvania). Das Paar bekam zwei Kinder. 1909 verließ Albert Nock die Kirche und seine Familie. Er wurde Journalist bei dem linksliberalen Magazin The Nation. 1915 arbeitete Albert Nock für William Jennings Bryan. In den folgenden Jahren wurde er von Henry George und von Franz Oppenheimer beeinflusst. Von 1920 bis 1924 gab er die libertäre Wochenzeitschrift The Freeman mit heraus. Zu der Zeit schrieben Charles Austin Beard, William Henry Chamberlin, Thomas Mann, Lewis Mumford, Bertrand Russell, Lincoln Steffens, Louis Untermeyer, Thorstein Veblen und Suzanne La Follette für das Blatt. Als sich die Herausgabe nicht mehr rentierte, wechselte Nock zwischen New York und Brüssel. Beim Schreiben der Jefferson-Biographie musste ein Berg Material bewältigt werden. Mäzene ermöglichten ihm diese Arbeit.
Albert Nocks Lebenswerk war – kurz gesagt – Kritik an der Gesellschaft. Dieser Feldzug begann bereits 1932 mit zwei Büchern über das US-Bildungssystem. Fortgesetzt wurde er zum Beispiel 1936 in dem Artikel Jesajas Job im Atlantic Monthly.
Albert Nock starb 1945 bei seiner langjährigen Freundin, der Illustratorin Ruth Robinson, in Wakefield und fand dort auf dem Riverside Friedhof die letzte Ruhe.

## Werk (Auswahl)
- Albert Nocks erstes Antikriegsbuch: The myth of a guilty nation. New York 1922 (online – Internet Archive, dt. Der Mythos einer schuldigen Nation)
- Jefferson. New York 1926 (online – Internet Archive, Biographie)
- The Theory of Education in the United States. New York 1932